# Rio Bushman
Rio Bushman é um rio da África do Sul.